# ロセン・プレヴネリエフ
ロセン・アセノフ・プレヴネリエフ（ブルガリア語: Росен Асенов Плевнелиев、1964年5月14日 - ）は、ブルガリアの政治家。地域開発・公共事業大臣、同国大統領を歴任した。ロセン・プレヴネリーエフとも表記される。

## 経歴
ゴツェ・デルチェフに生まれる。祖先はマケドニア南部から逃れてきた避難民で、1913年に現在のドラマ県ペトロツァニ市にあるペトルーサ村から再定住した。プレヴネリエフという姓はその村のブルガリア名、プレヴニャ（Плевня、納屋の意）に由来する。
ブラゴエヴグラト数理・自然科学高校で学び、1982年に卒業。1989年にソフィア技術大学を卒業し、プラヴェツの微細加工技術研究所フェローとなった。翌年、国内で建設会社を起業。ほかの企業とともに、ソフィア・ビジネス・パークを建設した。
妻ユリヤナとの間にフィリプ、アセン、パヴェルの三男がいる。

## 政治活動
プレヴネリエフは2009年7月27日、ボイコ・ボリソフ内閣で地域開発・公共事業相に就任した。
2011年9月4日には、ブルガリア大統領選挙のヨーロッパ発展のためのブルガリア市民 (GERB) 候補となった。10月30日に行われた大統領選の第二回投票で、彼はブルガリア社会党のイヴァイロ・カルフィン候補を52.58%の得票率で破った。大統領の宣誓は2012年1月19日に行われ、1月22日にゲオルギ・パルヴァノフ大統領から正式に職務が引き継がれた。行政改革やエネルギー効率の向上、エネルギー安全保障、共産主義体制下でスパイ活動を行っていた大使の罷免などが優先課題である。
外交面では、ブルガリアと中華人民共和国の関係強化を主張している。